# Vit stjärnnavling
Vit stjärnnavling (Hygroaster lacteus) är en svampart som tillhör divisionen basidiesvampar, och som beskrevs av Erhard Ludwig och Ryberg. Vit stjärnnavling ingår i släktet Hygroaster, och familjen Hygrophoraceae. Arten är reproducerande i Sverige.